# Herceg Erika
Herceg Erika Mikolajivna (ukránul: Еріка Миколаївна Герцег [Erika Mikolajivna Herceg]) (Kisdobrony, 1988. július 5. –) kárpátaljai magyar énekesnő, modell. 2025-ben a Megasztár egyik zsűri tagja.
2013 és 2020 között a VIA Gra (egyes országokban Nu Virgos) együttes tagja volt.

## Fiatalkora
1988. július 5-én született az akkor a Szovjetunió területéhez tartozó (ma Ukrajna) Kisdobronyban, egy kárpátaljai kis faluban, ahol elsősorban az ukrajnai magyar kisebbség él. Magyar származású apától és félig magyar származású anyától született. Egy darabig Záhonyban járt iskolába, de a két ország közötti határátlépés egyre nehezebbé vált, így átment a falujában lévő iskolába. Tinédzserként Nagydobronyban, a Református Líceumban tanult, ahol magyarul énekelt az egyházi kórusban és több regionális versenyt is nyert.
2006-ban felvételt nyert a beregszászi II. Rákóczi Ferenc Kárpátaljai Magyar Főiskola Közgazdasági és Gazdálkodási Tanszékére. 2009-ben diplomázott. Érettségi után modellként talált munkát. 2011-ben Kijevbe költözött, és fehérneműmodellként kezdett dolgozni. 2012-ben a Playboy ukrán verziójának novemberi számában szerepelt.

## Pályafutása
2013-ban részt vett a Hocsu v Via Gru című műsorban, amelyet végül Anasztaszija Kozsevnyikovával és Misa Romanovával együtt megnyert. Nyertes díjuk részeként hárman az ukrán Via Gra nevű lánycsapatként folytatták a karrierjüket. Az együttesnél eltöltött hét év után bejelentette, hogy távozik, hogy szólókarrierbe kezdjen.
2020 szeptemberében a kazahsztáni Almatiba költözött. 2020. novemberben kiadta debütáló szólólemezét, az Imitacija-t. Második szóló kislemeze, a "Tolko dlja tyebja" még ugyanabban a hónapban megjelent. 2021 decemberében megjelent a harmadik kislemeze, az Otpusztyi. 2022-ben a magyar X-Faktor tizenegyedik évadának mentora. 2023 óta a Madách Színházban, a Six című koncertmusicalben alakítja VIII. Henrik negyedik feleségét, Klevei Anna angol királynét.